# Pierce Motor Vehicle Company
Pierce Motor Vehicle Company, vorher Dr. Pierce Auto Manufacturing Company und Pierce Electric Company, war ein US-amerikanischer Hersteller von Automobilen. Eine zweite Quelle nennt nur die beiden vorherigen Firmierungen.

## Unternehmensgeschichte
Der Arzt Ray V. Pierce hatte bereits 1900 in seiner Heimat Buffalo im US-Bundesstaat New York einen Lieferwagen für den Zeitungstransport hergestellt. Noch im gleichen Jahr gründete er zusammen mit V. Mott Pierce und Hugh C. Pierce die Dr. Pierce Auto Manufacturing Company in Newark in New Jersey. Die Produktion von Automobilen begann. Der Markenname lautete Pierce, evtl. mit dem Zusatz Electric.
1901 zog das Unternehmen nach Bound Brook, ebenfalls in New Jersey. Nun lautete die Firmierung Pierce Electric Company. Später erfolgte laut einer Quelle die Umfirmierung in Pierce Motor Vehicle Company. Im Frühjahr 1904 endete die Produktion, als das Unternehmen aufgelöst wurde.
Das Unternehmen darf nicht mit Pierce-Arrow verwechselt werden, die ab 1900 ebenfalls Fahrzeuge als Pierce anbot.

## Fahrzeuge
Im Angebot standen einerseits Personenkraftwagen. Aufbauten als Runabout und Phaeton sind überliefert. Außerdem gab es Nutzfahrzeuge. Alle Fahrzeuge waren Elektroautos. Die Elektromotoren kamen von der American Engine Company.